# Krystyna Rutkowska-Ulewicz

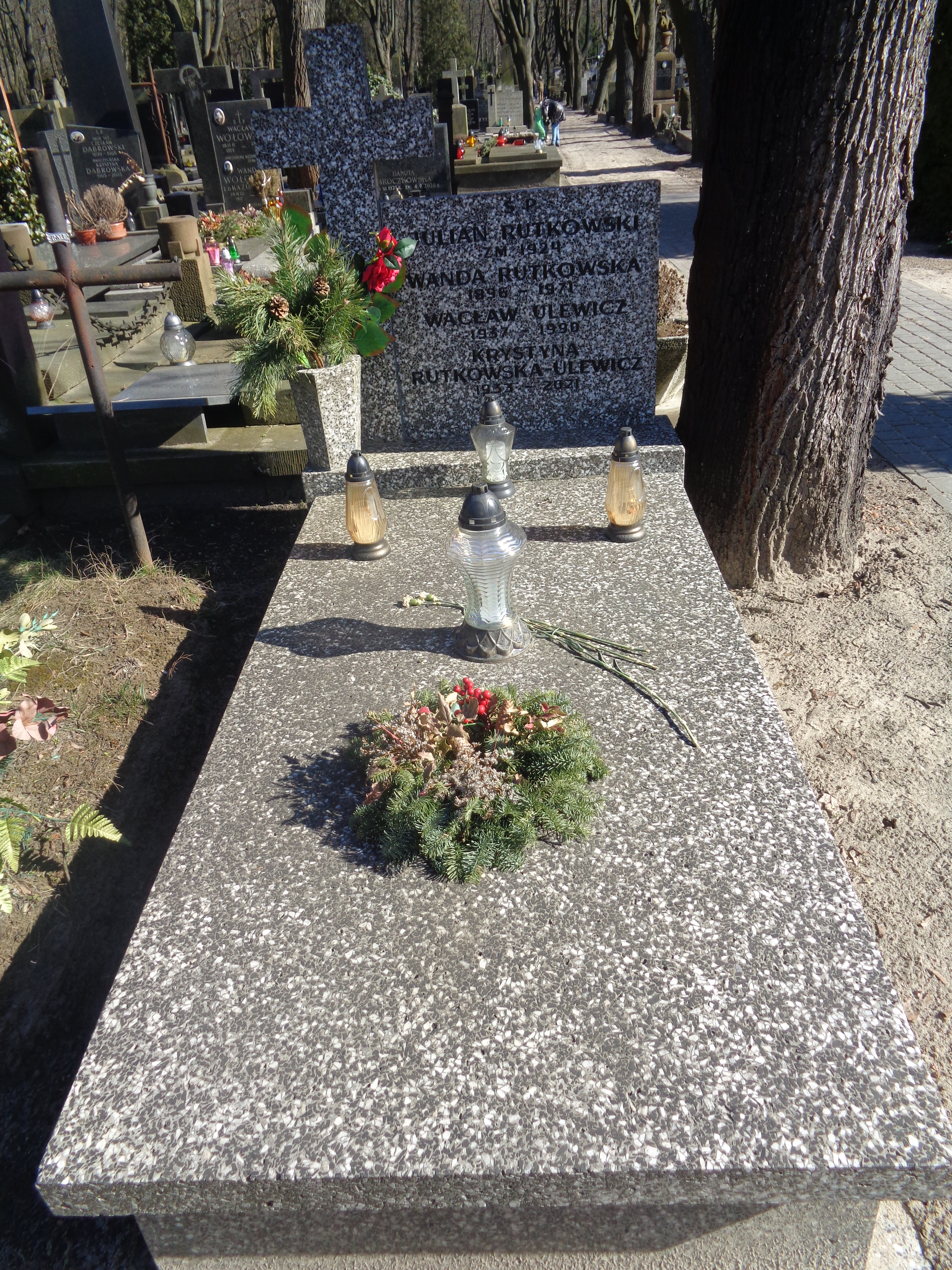
Grób Krystyny Rutkowskiej-Ulewicz i jej męża Wacława na Cmentarzu Powązkowskim

Krystyna Maria Rutkowska-Ulewicz (ur. 14 lutego 1933 w Poznaniu, zm. 31 stycznia 2021 w Warszawie) – polska aktorka filmowa i teatralna. Zagrała m.in. w serialu Niania, w filmach Ryś, Wesele czy Krzyż.

## Życiorys
W 1957 zdała aktorski egzamin eksternistyczny. Występowała w teatrach: Rapsodycznym w Krakowie (1957–1958), im. Aleksandra Fredry w Gnieźnie (1958–1961), im. Stefana Jaracza w Olsztynie (1961–1965), Polskim w Bydgoszczy (1965–1967), Dramatycznym w Szczecinie (1967–1974), Ludowym w Nowej Hucie (1974–1976 i 1980–1989), im. Stefana Żeromskiego w Kielcach (1976–1980), Dramatycznym w Warszawie (1991–1992). Od zakończenia kariery teatralnej regularnie występowała w kinie i na małym ekranie.
Córka Wacława i Marii. Jej mężem był Wacław Ulewicz. Matka Jakuba Ulewicza. Jej pogrzeb odbył się 11 lutego 2021 roku, spoczęła w grobowcu rodzinnym na Starych Powązkach.

## Filmografia

### Film i telewizja
| Rok                              | Tytuł                             | Rola | Uwagi                                                         |
| -------------------------------- | --------------------------------- | --- | ------------------------------------------------------------- |
| 1979                             | Detektywi na wakacjach            | matka Zosi (odcinki: 1, 2, 4, 5)                                                                                        | serial telewizyjny, reżyseria: Leokadia Migielska             |
| 1993                             | Żywot człowieka rozbrojonego      | kobieta (odcinek: 3) | serial telewizyjny, reżyseria: Krzysztof Gruber               |
| 1993                             | Komedia małżeńska                 | stara Cyganka | film komediowy, reżyseria: Roman Załuski                      |
| 1995                             | Łagodna                           | ciotka żony | film psychologiczny, reżyseria: Mariusz Treliński             |
| 1995                             | Tato                              | sąsiadka Suleckich | film dramatyczny, reżyseria: Maciej Ślesicki                  |
| 1996                             | Złote runo                        | sąsiadka Rysia | film komediowy, reżyseria: Janusz Kondratiuk                  |
| 1996                             | Gry uliczne                       | Lepikowa | film sensacyjny, reżyseria: Krzysztof Krauze                  |
| 1996                             | Dom                               | kobieta w kolejce do księdza Andrzeja (odcinek: 15)                                                                     | serial telewizyjny, reżyseria: Jan Łomnicki                   |
| 1997                             | Pokój 107                         | portierka w akademiku                                                                                                   | serial telewizyjny, reżyseria: Mirosław Dembiński             |
| 1997                             | Łóżko Wierszynina                 | inspicjentka Bożena | film dramatyczny, reżyseria: Andrzej Domalik                  |
| 1997                             | Kochaj i rób co chcesz            | matka Sławka | film komediowy, reżyseria: Robert Gliński                     |
| 1997                             | Boża podszewka                    | uciekinierka z Wilna (odcinek: 11)                                                                                      | serial telewizyjny, reżyseria: Izabella Cywińska              |
| 1998                             | Złotopolscy                       | Luiza (odcinek: 91) | serial telewizyjny, reżyseria: Ireneusz Engler                |
| 1998                             | Małżowina                         | właścicielka mieszkania                                                                                                 | film obyczajowy, reżyseria: Wojciech Smarzowski               |
| 1998                             | Dom Pirków                        | pielęgniarka Wieczorkowa                                                                                                | film młodzieżowy, reżyseria: Grażyna Popowicz                 |
| 1998                             | Amok                              | sąsiadka matki Maxa | film dramatyczny, reżyseria: Natalia Koryncka-Gruz            |
| 1998                             | 13 posterunek                     | teściowa, która „naszła” zięciowi obierającemu kartofle (odcinek: 26)                                                   | serial telewizyjny, reżyseria: Maciej Ślesicki                |
| 1999                             | Wszystkie pieniądze świata        | kobieta (odcinek: 4) | serial telewizyjny, reżyseria: Andrzej Kotkowski              |
| 1999                             | Torowisko                         | pani Jola, samotna kobieta w tv                                                                                         | film dramatyczny, reżyseria: Urszula Urbaniak                 |
| 1999                             | Lot 001                           | (odcinek: 1) | serial telewizyjny, reżyseria: Andrzej Zaorski                |
| 1999                             | Ja, Malinowski                    | staruszka (odcinek: 4)                                                                                                  | serial telewizyjny, reżyseria: Filip Zylber                   |
| 2000                             | System                            | dozorczyni | film obyczajowy, reżyseria: Krzysztof Krauze                  |
| 2000                             | Twarze i maski                    | pielęgniarka (odcinek: 7)                                                                                               | serial telewizyjny, reżyseria: Feliks Falk                    |
| 2000                             | Żółty szalik                      | pielęgniarka w wizji bohatera                                                                                           | film psychologiczny, reżyseria: Janusz Morgenstern            |
| 2000                             | Portret podwójny                  | ciotka Tereska na urodzinach babci Ewy                                                                                  | film dramatyczny, reżyseria: Mariusz Front                    |
| 2000                             | Sezon na leszcza                  | starsza kobieta na stacji benzynowej                                                                                    | film sensacyjny, reżyseria: Bogusław Linda                    |
| 2001–2002, 2005, 2007–2008, 2012 | Na dobre i na złe                 | 2 role: pacjentka Łabędź (lub Krawczyk)/więźniarka „Kicia” (odcinki: 73, 116, 223, 289, 311, 324, 487)                  | serial telewizyjny, reżyseria: różni                          |
| 2001                             | Pieniądze to nie wszystko         | chłopka na blokadzie | film komediowy, reżyseria: Juliusz Machulski                  |
| 2001                             | M jak miłość                      | pani Dąbek (odcinek: 28)                                                                                                | serial telewizyjny, reżyseria: Maciej Dejczer                 |
| 2001                             | Wakacje. Żegnaj szkoło            | pani Finister (polski dubbing)                                                                                          | film animowany, reżyseria dubbingu: Olga Sawicka              |
| 2002                             | Superprodukcja                    | kucharka w barobusie | film komediowy, reżyseria: Juliusz Machulski                  |
| 2002                             | Przedwiośnie (serial telewizyjny) | kobieta przyglądająca się jeńcom (odcinek: 3)                                                                           | serial telewizyjny, reżyseria: Filip Bajon                    |
| 2002                             | Kasia i Tomek                     | głos baby z cielęciną (odcinek: 23)                                                                                     | serial telewizyjny, reżyseria: Jerzy Bogajewicz               |
| 2002                             | Potwory i spółka                  | Roz (polski dubbing) | film animowany, reżyseria dubbingu: Joanna Wizmur             |
| 2003                             | Żurek                             | sklepowa | film dramatyczny, reżyseria: Ryszard Brylski                  |
| 2003                             | Zaginiona                         | pani Zosia, salowa w szpitalu psychiatrycznym (odcinek: 3)                                                              | serial telewizyjny, reżyseria: Andrzej Kostenko               |
| 2003                             | Samo życie                        | Frania, gospodyni księdza Szymona (odcinek: 273)                                                                        | serial telewizyjny, reżyseria: Wojciech Nowak                 |
| 2003                             | Warszawa                          | pani z psem w autobusie                                                                                                 | film dramatyczny, reżyseria: Dariusz Gajewski                 |
| 2003                             | Magiczne drzewo                   | sprzątaczka w szkole (odcinek: 1)                                                                                       | serial telewizyjny, reżyseria: Andrzej Maleszko               |
| 2003                             | Glina                             | kobieta na wozie (odcinek: 3)                                                                                           | serial telewizyjny, reżyseria: Władysław Pasikowski           |
| 2003                             | Harry Potter i Komnata Tajemnic   | (polski dubbing) | film fantasy, reżyseria dubbingu: Krzysztof Kołbasiuk         |
| 2003                             | Na Wspólnej                       | Hanna Kramarczyk, była pacjentka Janiny                                                                                 | serial telewizyjny, reżyseria: Jacek Filipiak                 |
| 2004                             | Wesele                            | Lisowska, gość na weselu                                                                                                | film komediodramatyczny, reżyseria: Wojciech Smarzowski       |
| 2004                             | Pręgi                             | Maciakowa | film dramatyczny, reżyseria: Magdalena Piekorz                |
| 2004                             | Bulionerzy                        | kobieta w autobusie (odcinek: 1)                                                                                        | serial telewizyjny, reżyseria: Andrzej Kostenko               |
| 2004, 2006, 2009–2009            | Plebania                          | 3 role: Nowakowa/Bryziukowa/Laszczukowa (odcinki: 454, 460, 461, 681, 701, 702, 707, 749, 1137, 1138, 1177, 1205, 1299) | serial telewizyjny, reżyseria: różni                          |
| 2005–2006                        | Klan                              | Wiesława Kwarc, matka Mariusza, taksówkarza z Korporacji Taksówkarskiej „Metro Taxi”, kolegi Rysia Lubicza              | serial telewizyjny, reżyseria: Paweł Karpiński                |
| 2005                             | Wiedźmy                           | pani Manieczko (odcinki: 1, 3, 4, 5, 7, 12, 13)                                                                         | serial telewizyjny, reżyseria: Jan Kidawa-Błoński             |
| 2005                             | Parę osób, mały czas              | Maria Janion | film biograficzny, reżyseria: Andrzej Barański                |
| 2005                             | Komornik                          | sprzątaczka | film dramatyczny, reżyseria: Feliks Falk                      |
| 2005                             | Fale. Wyjazd                      | Skwarka | film krótkometrażowy, reżyseria: Maciej Pisarek               |
| 2005                             | Boża podszewka II                 | kobieta w Juryszkach (odcinek: 5)                                                                                       | serial telewizyjny, reżyseria: Izabella Cywińska              |
| 2005                             | Diabeł                            | Palchowa | horror, reżyseria: Tomasz Szafrański                          |
| 2006                             | W środku podróży                  | | etiuda, reżyseria: Daniel Polsby                              |
| 2006                             | Job, czyli ostatnia szara komórka | sąsiadka Pelego | film komediowy, reżyseria: Konrad Niewolski                   |
| 2006–2008                        | Byle do przerwy                   | pani Finister (polski dubbing)                                                                                          | serial animowany, reżyseria dubbingu: Miriam Aleksandrowicz   |
| 2006–2009                        | Niania                            | Apolonia Lipiec-Bąk, babcia Franciszki Maj #2 (odcinki: 31-134)                                                         | serial telewizyjny, reżyseria: Jerzy Bogajewicz               |
| 2007                             | Ryś                               | Przesolona, pracownica domu opieki                                                                                      | film komediowy, reżyseria: Stanisław Tym                      |
| 2007                             | Cztery poziomo                    | matka Bodzia | serial telewizyjny, reżyseria: Konrad Niewolski               |
| 2007                             | Benek                             | matka Benka i Eryka | film dramatyczny, reżyseria: Robert Gliński                   |
| 2008                             | Ile waży koń trojański?           | dozorczyni | film komediowy, reżyseria: Juliusz Machulski                  |
| 2008                             | Demakijaż. Non stop kolor         | taksówkarka | film obyczajowy, reżyseria: Maria Sadowska                    |
| 2009                             | Doręczyciel                       | sąsiadka (odcinki: 3, 12)                                                                                               | serial telewizyjny, reżyseria: Maciej Wojtyszko               |
| 2010                             | Milion dolarów                    | sąsiadka | film komediowy, reżyseria: Janusz Kondratiuk                  |
| 2011                             | Układ warszawski                  | sąsiadka Kramera (odcinek: 2)                                                                                           | serial telewizyjny, reżyseria: Kasia Adamik                   |
| 2011                             | Pokaż, kotku, co masz w środku    | pani Jadzia Barańska | film komediowy, reżyseria: Sławomir Kryński                   |
| 2011                             | Ranczo                            | starsza klientka (odcinek: 60)                                                                                          | serial telewizyjny, reżyseria: Wojciech Adamczyk              |
| 2012                             | Uniwersytet potworny              | Roz (polski dubbing) | film animowany, reżyseria dubbingu: Łukasz Lewandowski        |
| 2012                             | Szpiedzy w Warszawie              | sąsiadka Olgi (odcinek: 1)                                                                                              | serial telewizyjny, reżyseria: Coky Giedroyc                  |
| 2012                             | Mika                              | matka Krystyny | film komediowy, reżyseria: Joanna Wilczewska                  |
| 2013                             | 44                                | woźna | film obyczajowy, reżyseria: Aleksandra Górecka                |
| 2013                             | Drogówka                          | sąsiadka | film kryminalny, reżyseria: Wojciech Smarzowski               |
| 2014                             | Lekarze nocą                      | staruszka (odcinek: 2)                                                                                                  | serial internetowy, reżyseria: Julia Kolberger                |
| 2014                             | Dzień dobry, kocham cię!          | mieszkanka bloku Basi                                                                                                   | komedia romantyczna, reżyseria: Ryszard Zatorski              |
| 2014                             | Obce ciało                        | służąca Róży Nilskiej                                                                                                   | film dramatyczny, reżyseria: Krzysztof Zanussi                |
| 2015, 2018                       | Dziewczyny ze Lwowa               | sąsiadka Nowakowej (odcinek: 11, 39)                                                                                    | serial telewizyjny, reżyseria: Wojciech Adamczyk              |
| 2015                             | Ojciec Mateusz                    | babcia Tomka (odcinek: 165)                                                                                             | serial telewizyjny, reżyseria: Maciej Dejczer                 |
| 2015                             | Prokurator                        | staruszka (odcinek: 3)                                                                                                  | serial telewizyjny, reżyseria: Jacek Filipiak                 |
| 2015                             | Singielka                         | Jadwiga Pieniążkowa (odcinki: 41-42)                                                                                    | serial telewizyjny, reżyseria: Maciej Migas                   |
| 2015                             | Blondynka                         | starucha (odcinek: 43)                                                                                                  | serial telewizyjny, reżyseria: Mirosław Gronowski             |
| 2016                             | Bodo                              | właścicielka pokoju (odcinek: 2)                                                                                        | serial telewizyjny, reżyseria: Michał Kwieciński, Michał Rosa |
| 2016                             | Ojciec Mateusz                    | Zofia Niemirska (odcinek: 205)                                                                                          | serial telewizyjny, reżyseria: Artur Żmijewski                |
| 2018                             | Pech to nie grzech                | pani Ewa, sąsiadka Natalii                                                                                              | film komediowy, reżyseria: Ryszard Zatorski                   |
| 2019                             | Odwróceni. Ojcowie i córki        | babcia Szczeny (odcinek: 7)                                                                                             | serial telewizyjny, reżyseria: Jan Holoubek                   |
| 2019                             | Proceder                          | dentystka | film biograficzny, reżyseria: Michał Węgrzyn                  |
| 2020                             | Asymetria                         | staruszka w metrze | film sensacyjny, reżyseria: Konrad Niewolski                  |
| 2020                             | Banksterzy                        | Maria Andrzejewska, matka Jana                                                                                          | film dramatyczny, reżyseria: Marcin Ziębiński                 |

### Spektakle teatru telewizji
- 1973: Pierwsze trudne dni jako kobieta
- 1978: Noc w Apeninach
- 1994: Pająk
- 1994: Dom otwarty jako kuzynka Fifikowskiej
- 1997: Wigilia jako Macioszkowa
- 1997: Dziady jako członek chóru
- 1999: Dybuk jako krewna pana młodego
- 1999: Druga matka jako matka Piekarzowej
- 2000: Moja córeczka jako portierka
- 2001: Pielgrzymi jako pani Zosia
- 2001: Kuracja jako kobieta
- 2002: Rysa jako woźna
- 2003: Łucja i jej dzieci jako kobieta
- 2006: Komu wierzycie?
- 2015: Biały dmuchawiec jako właścicielka Lodów Napojów

### Reklamy
- 1997: napój Frugo
- 2017: czekolada E. Wedel